# Грб Рудог
Грб Рудог је званични грб српске општине Рудо, усвојен 15. марта 2013. године.
Овај симбол општине има шпицаст облик као средњовјековни грбови, али његов садржај подсјећа на старе амблеме општина из комунистичког времена.

## Опис грба
Грб је у облику штита, обрубљен заставом Републике Српске. Средишњи хоризонтални натпис „Рудо“ дјели штит на два поља. Доминантно обиљежје горњег поља представља приказ црква Светих Апостола Петра и Павла у Рудом, а у доњем пољу је симболично представљена ријека Лим.